# Dyer (Tennessee)
Pour les articles homonymes, voir Dyer.
Dyer est une municipalité américaine située dans le comté de Gibson au Tennessee.

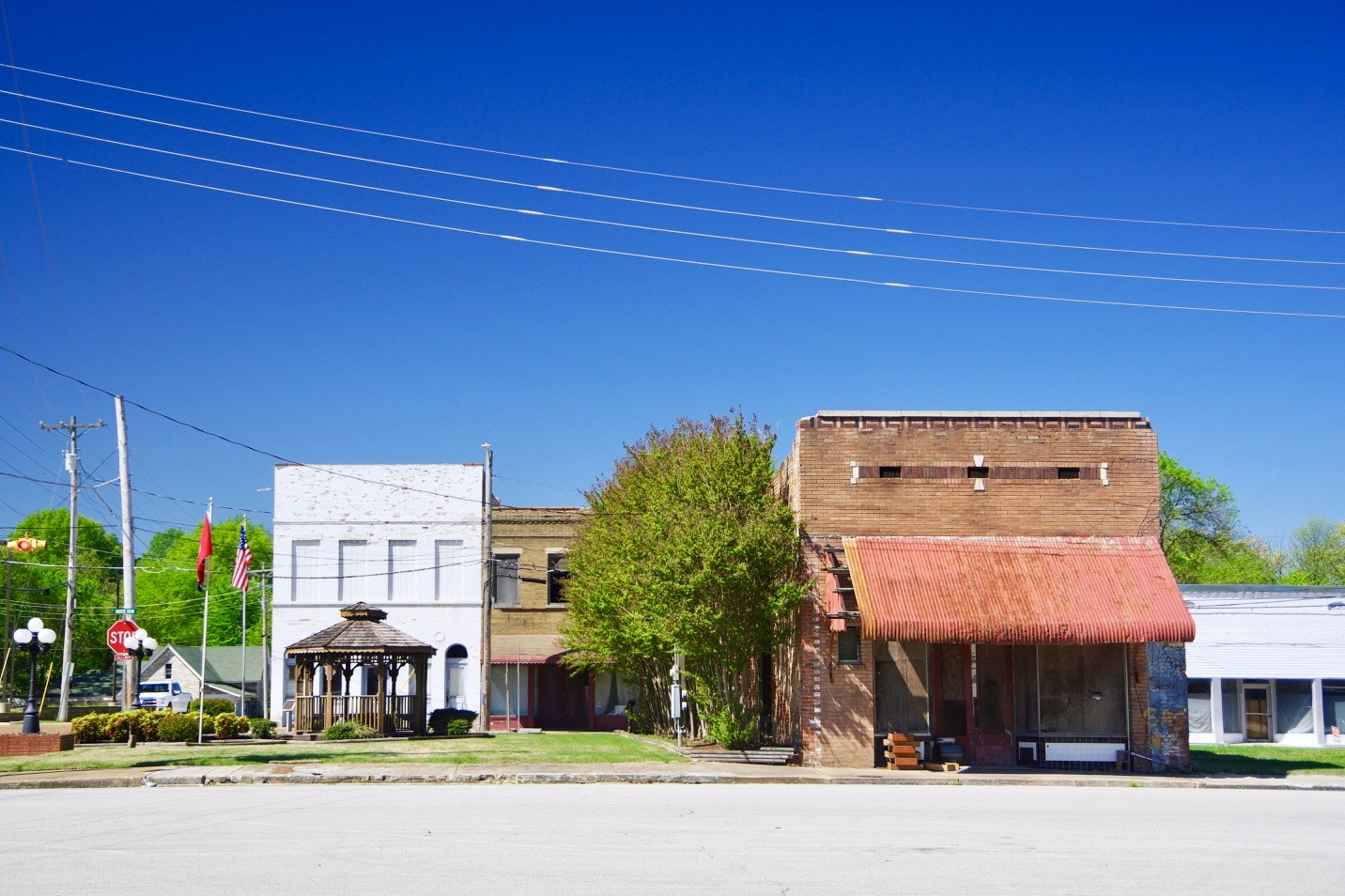
Dyer, de la rue Front

Selon le recensement de 2010, Dyer compte 2 341 habitants. La municipalité s'étend sur 2,28 milles carrés (5,91 km2).
La localité est nommée en l'honneur du colonel Robert Henry Dyer. Elle devient une municipalité en 1899.